# Palutrus pruinosa
Palutrus pruinosa är en fiskart som först beskrevs av Jordan och Seale, 1906.  Palutrus pruinosa ingår i släktet Palutrus och familjen smörbultsfiskar. Inga underarter finns listade i Catalogue of Life.